# Quinchía
Quinchía ist eine Gemeinde (municipio) im Departamento Risaralda in Kolumbien.

## Geographie
Quinchía liegt im Nordosten von Risaralda in der kolumbianischen Kaffeezone (Eje Cafetero), 110 km von Pereira entfernt, auf einer Höhe von 1830 m ü. NN und hat eine Jahresdurchschnittstemperatur von etwa 18 °C. Die Gemeinde grenzt im Norden an Riosucio, im Süden an Anserma und im Osten an Filadelfia und Neira, alle im Departamento de Caldas sowie im Westen an Guática in Risaralda.

## Bevölkerung
Die Gemeinde Quinchía hat 34.005 Einwohner, von denen 8335 im städtischen Teil (cabecera municipal) der Gemeinde leben (Stand: 2019).

## Geschichte

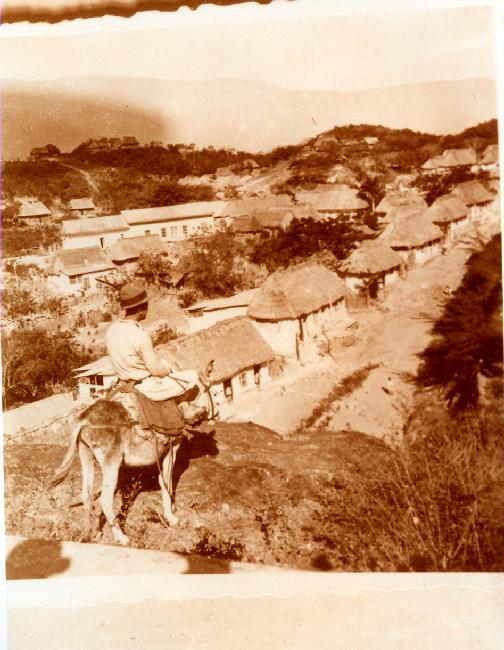
Quinchía Viejo

Das Gebiet des heutigen Quinchía war vor der Ankunft der Spanier von den indigenen Völkern der Guaqueramaes und Tapascos der Familia der Ansermas sowie der Irra bewohnt und hatte den Namen Guacuma. Franziskaner gründeten 1572 das Kloster Anserma, in dessen Nähe der Ort Quinchía Viejo entstand. Das heutige Quinchía wurde 1888 gegründet. Im Zuge der Neugründung verschwand der alte Ort vollständig. Quinchía erhielt 1919 den Status einer Gemeinde.

## Wirtschaft
Der wichtigste Wirtschaftszweig von Quinchía ist die Landwirtschaft, insbesondere der Kaffeeanbau. Es werden aber auch Bananen, Maniok und Zuckerrohr angebaut. Zudem spielen der Abbau von Gold und Kohle eine wichtige Rolle.